# Ecnomios yasiri
Ecnomios yasiri är en stekelart som beskrevs av Van Achterberg 1995. Ecnomios yasiri ingår i släktet Ecnomios och familjen bracksteklar. Inga underarter finns listade i Catalogue of Life.